# José Laverdecia
José Luis Laverdeza Montoya (Santiago di Cuba, 6 agosto 1960) è un ex schermidore cubano.

## Palmarès
In carriera ha conseguito i seguenti risultati:
- Giochi Panamericani:

San Juan 1979: oro nella sciabola a squadre e bronzo individuale.
Caracas 1983: oro nella sciabola a squadre.
Indianapolis 1987: oro nella sciabola a squadre.